# ベン・トーマス (ラグビー選手)
ベン・トーマス（Ben Thomas、1998年11月25日 - ）は、カーディフ・ラグビーに所属している、ウェールズ出身のラグビーユニオン選手である。

## 経歴
高校はカーディフ・アンド・ヴェイル・カレッジ（Cardiff and Vale College）に通い、そのラグビーアカデミーチームの初代キャプテンを務めた。
卒業後、カーディフ・ラグビーのアカデミー（カーディフRFC）に加入した。
2017年、U18ウェールズ代表に選ばれ、U18イングランド代表に勝利した。
2018年、U20ウェールズ代表に選ばれ、U20シックス・ネイションズ・チャンピオンシップに出場。
2019年11月16日、チャレンジカップ（現・EPCRチャレンジカップ）のカルヴィザーノ戦に控えで出場し、プロクラブ公式戦デビューを果たした。
2021年6月7日、ウェールズ代表としてカナダ代表戦に控えで出場し、代表初キャップを獲得した。
2023-24シーズンに、ユナイテッド・ラグビー・チャンピオンシップでの2試合で、カーディフ・ラグビーのキャプテンを務めた。
2024年11月17日、オーストラリア代表戦でウェールズ代表として国際試合初トライを決めた。

## 私生活
父親は、イギリスのライトミドル級ボクシングチャンピオン、パット・トーマス。